# سرخ شاهنشاهی
سرخ شاهنشاهی (نام علمی: Suasa lisides) نام یک گونه از سرده سوئاسا است.